# Laura Morton
Laura Morton est une photojournaliste et photographe documentaire américaine née en 1984 dans le Maryland.
Elle est lauréate de la bourse Canon de la femme photojournaliste en 2018 et du prix Pierre et Alexandra Boulat en 2022.

## Biographie

### Jeunesse et études
Laura Morton et née en 1984 dans le Maryland et a grandi dans la banlieue de Washington.
Elle étudie le journalisme et les sciences politiques à l’université de Caroline du Nord à Chapel Hill, dont elle est diplômée en 2006,.

### Carrière
Laura Morton est basée à San Francisco en Californie d’où elle mène plusieurs projets au long cours sur la Silicon Valley et les contrastes de la société américaine.

#### Wild West Tech
Avec son projet Wild Wild Tech, elle explore la culture de l’industrie technologique dans la Silicon Valley, photographiant les groupes de jeunes rêveurs qui affluent dans la région dans l’espoir de lancer une start-up et devenir milliardaires,. Elle reçoit une aide Fondation Magnum en 2014 pour ce projet.

#### The Social Stage
Sa série The Social Stage brosse un portrait de la haute société de San Francisco dans les galas de charité qui servent à financer des œuvres caritatives et organisations culturelles. Son reportage est récompensé lors de l’édition 2012 du PDN Photo Annual et est exposé en 2018 au Umbria World Fest à Foligno, en Italie.

#### University Avenue
En 2018, Laura Morton remporte la bourse Canon de la femme photojournaliste pour son projet University Avenue où elle étudie les deux communautés de Palo Alto et East Palo Alto, séparées par la bande de bitume. La première concentre une population majoritairement blanche au revenu moyen annuel supérieur à 82 000 dollars, alors que la seconde, à dominante hispanique, dépasse à peine les 22 000 dollars. Ses photos sont exposées en 2019 au festival Visa pour l’image, deux par deux en miroir.

## Prix et récompenses
- 2014 : bourse de la Fondation Magnum pour son projet « Wild West Tech »[6]
- 2018 : prix Canon de la femme photojournaliste pour son projet « University Avenue »[12]
- 2022 : prix Pierre et Alexandra Boulat, pour lui permettre de réaliser le dernier chapitre de son projet « Wild West Tech »[13]

## Expositions
Liste non exhaustive
- 2018 : The Social Stage, Umbria World Fest[14]
- 2019 : University Avenue, festival Visa pour l’image de Perpignan[9]